# Bryum drepanocarpum
Bryum drepanocarpum là một loài rêu trong họ Bryaceae. Loài này được H. Philib. ex Cardot & Thér. mô tả khoa học đầu tiên năm 1902.